# ポルトアレグレ空港
ポルトアレグレ空港 （ポルトアレグレくうこう、(IATA: PGP, ICAO: FPPA)）とはサントメ・プリンシペのサントメ島にあるポルト・アレグレ村にある空港である。